# Casa canonicale di Francesco Petrarca
La casa canonicale di Francesco Petrarca è un edificio dove visse Francesco Petrarca, sito in via Dietro Duomo 26/28 a Padova, città dove il poeta si trattenne su invito di Francesco I da Carrara, signore di Padova. È stata tappa di numerosi personaggi storici, quali i principi carraresi e Giovanni Boccaccio. La casa canonicale fu sede degli uffici del Museo diocesano ed è chiusa ai visitatori.

## Storia

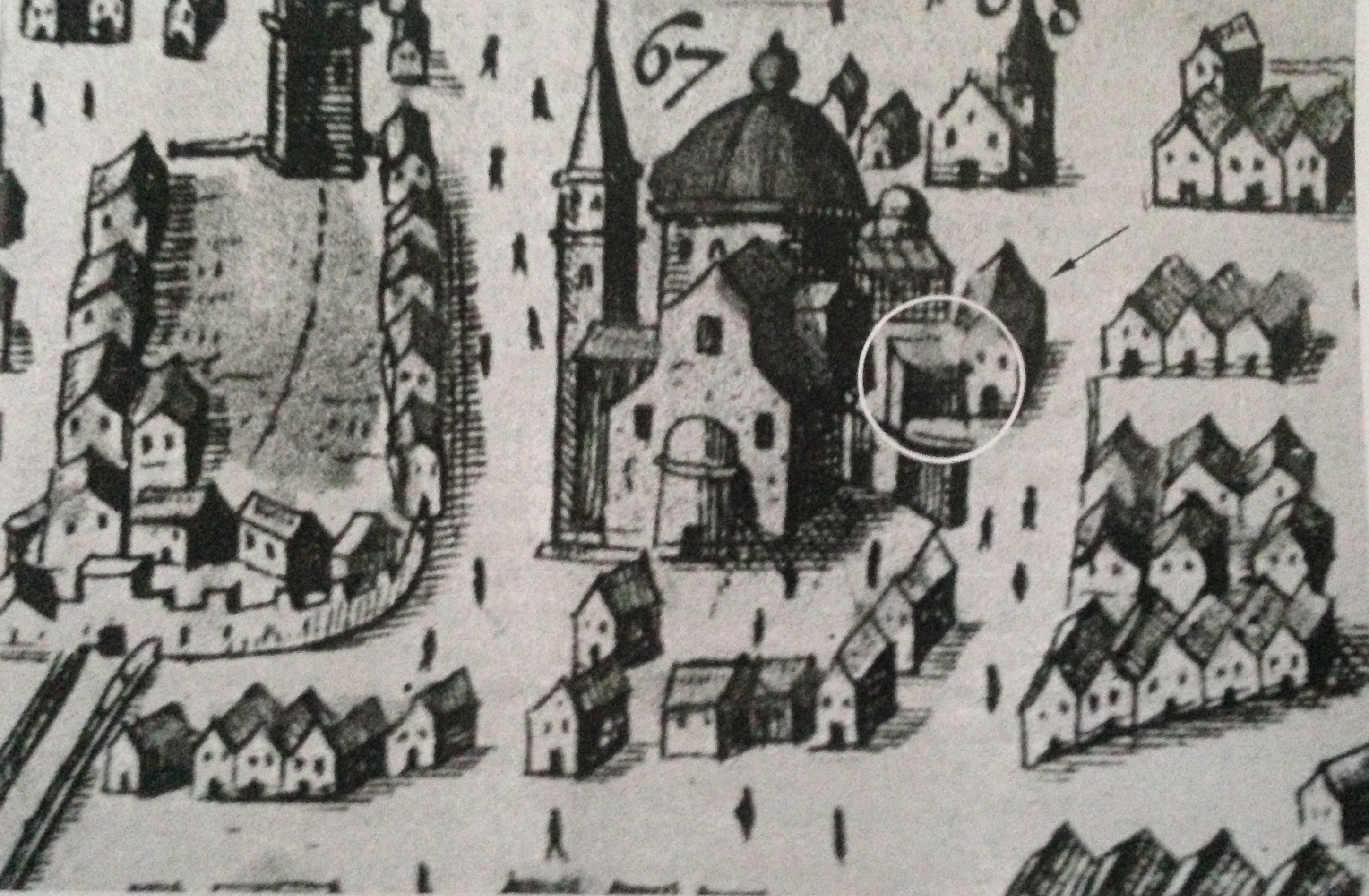
F. Hogenberg (1550 ca.). Pianta di Padova (particolare). Il cerchietto indica l'ubicazione della casa canonicale. Immagine tratta da La casa canonicale di Francesco Petrarca a Padova, ubicazione e vicende di Bellinati C., p. 97.

La casa canonicale fu la prima abitazione di Francesco Petrarca, dal 1348 dopo due anni dal suo arrivo nella città di Padova. Petrarca si trasferì nella casa in seguito al conferimento del canonicato in duomo di Padova nel 1349 e restò di sua proprietà fino al 1374, come emerge dalla ricerca dello storico monsignore Claudio Bellinati. Dalla ricerca d'archivio sul notaio capitolare Francesco Caldiera, lo storico Bellinati s'imbatté nel 1972, in un documento del 1502 che forniva precise indicazioni sulla ubicazione della casa canonicale del poeta aretino. "Non a nord, ma a sud della cattedrale sorgeva la dimora canonicale del Petrarca; non solo, ma anche che parte di quella casa è tuttora in piedi, ai numeri 26/28 di via Dietro Duomo".
Una volta separati i canonici dalla vita in comune, si dividevano la canonica in altre case distinte che venivano date ai più anziani e ricchi operatori della Chiesa (architettura) o investitori concessi dalla Chiesa (architettura). È quindi importante sottolineare che per canonica padovana si intende tutte le case canonicali che la circondavano e non solamente il nord della cattedrale stessa, come dimostrano gli antichi inventari della Canipa e della Sacristia. Veniva inoltre tassativamente proibito l'acquisto di più di una di queste case della chiesa facendo esplicita ingiunzione di cedere entro tre mesi l'una o l'altra delle suddette case, pena l'avocazione di una. Francesco Petrarca ricevette il canonicato "per manus domini Legati" con il patrocinio del vescovo padovano. La cerimonia di possesso avvenne di sabato, il 18 aprile 1349 all'alba. Iacopo II da Carrara persuase un giovane a cedere il canonicato in cambio di altri beni e in seguito a una celebrazione immisi in possesso o institutio, tramite il Cardinale Guy de Boulogne, viene assegnata a Francesco Petrarca che, in seguito alle tradizioni cerimoniali della Chiesa, tra cui il bacio e l'abbraccio di pace ai canonici presenti, dichiara la sua acceptatio. Succedevano una somma di denaro al notaio capitolare come compenso per la stesura del verbale del capitolo (cristianesimo), per la copia della bolla pontificia e l'offerta entro trenta giorni di sei ducati. Il Petrarca ebbe subito la casa canonicale a Padova che serviva, come riportato in una lettera Luca Cristiano il 19 maggio 1349, a ospitare gli amici di Avignone (Mainardo, Socrate e lo stesso Luca). La casa serviva da abitazione ai quattro amici, ai domestici del poeta e ai suoi amanuensi.

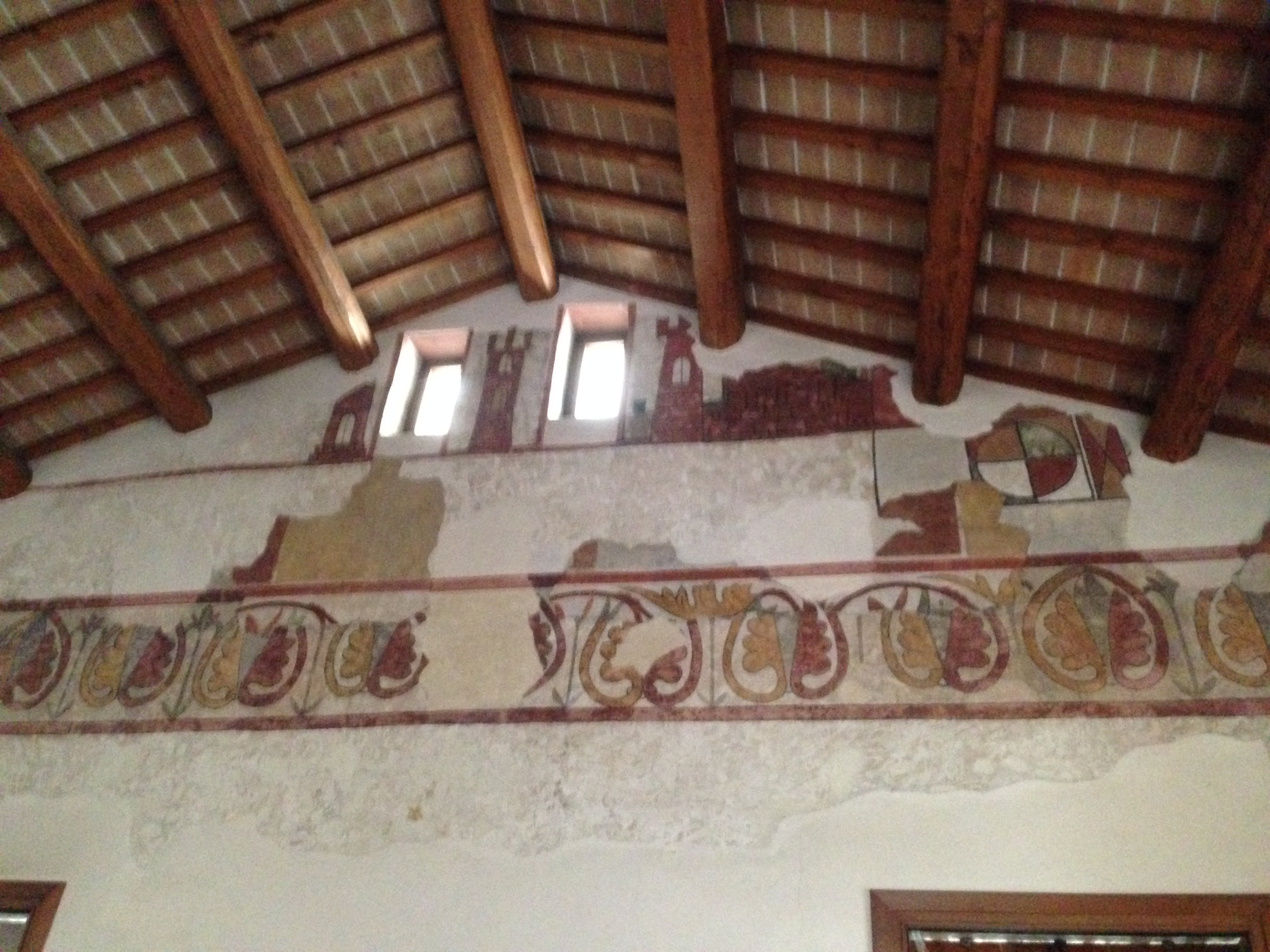
Interno della sala rettangolare della casa canonicale dove visse Francesco Petrarca.

Alla morte del poeta, nel 1374 la casa tornò giuridicamente di proprietà del capitolo (cristianesimo), era una prassi che non aveva eccezioni. Dai documenti ricevuti sappiamo che la casa non fu venduta a un altro canonico dopo la sua morte ma passarono quattordici anni prima che venisse acquistata ad vitam dal canonico più anziano Giovanni Enzegnerati, divenuto arciprete della cattedrale. I motivi per i quali la casa è stata disabitata per così tanti anni si rifanno a una certa opposizione dei Carraresi, in particolare di Francesco I da Carrara e il mancato versamento dei duecento ducati d'oro da parte di Francescuolo da Brossano alla sagrestia dei canonici, versamento deciso da Petrarca nel suo testamento del 4 dicembre del 13704.
Il successore Giovanni Enzegnerati era un padovano già custode della cattedrale dal 1372 e poi canonico sacrista dal 1374. Abitava nella canonica a nord della cattedrale dal 1380. L'occasione di avere una canonica tutta sua e ad vitam avvenne quando Francesco I da Carrara rinunciò alla signoria di Padova nel 1388. Prima della sua morte avvenuta nel 1397, Enzegnerati versò una quota cospicua prevista per la celebrazione personale a ogni anniversario della sua morte, per il quale si spendessero dalla canapa lire dieci.
Secondo alcune fonti documentali, sembra che nel 1397, l'arciprete Francesco Zabarella prese il posto dell'Enzegnerati, in seguito alla sua morte, compravendendo dal capitolo (cristianesimo) la casa del Petrarca ad vitam nella quale abitò sicuramente fino al 1410. La casa del Petrarca, detta anche iuta ecclesiam (maiorem) risulta, da alcuni documenti del 1396 e 1407, essere nominata "casa dell'arciprete". Nel 1411, la dimora del Petrarca fu comprata con la stessa modalità ad vitam dal canonico veneziano Michele Condulmer; non si sa con la stessa certezza, invece, per quanto tempo egli vi abitò. Da alcuni documenti emersi, sembra che Condulmer visse nella casa dal 1408 al 1411 e che, dal 1412, divenne di proprietà del canonico Franceschino Della Sega che, la tramandò successivamente ai nipoti Giovanni e Francesco, entrambi canonici, tra i primi decenni del Quattrocento alla fine del secolo. Sembra che nessuno dei tre "Della Sega" pagò davvero tasse o imposte per la successione della casa ma si trasmisero la casa l'un l'altro, approfittandone del diritto di successione.
Da un documento risalente all'agosto del 1500, risulta che il primo possessore della casa che successe i Della Sega fu il canonico Giorgio Buzzaccarini che, dopo aver dato la casa in affitto per un anno, l'aveva lasciata libera e a disposizione del capitolo.
Nel Cinquecento furono demoliti la facciata della casa canonicale e lo studio per costruire la strada. Nel 1551, infatti, iniziarono i lavori per la costruzione del nuovo coro del Duomo di Padova, progetto approvato dai canonici su proposta del vescovo Francesco Pisani. Nello stesso anno, la demolizione delle pareti del vecchio coro danneggiò la casa e il canonico Gabriele Boldù, a cui apparteneva dopo averla acquistata dal Capitolo, ne ottenne la ristrutturazione a carico della sagrestia maggiore. Nel 1553, nel prosieguo dei lavori per la costruzione della grande opera, parte della casa canonicale fu ulteriormente danneggiata. Verso la metà dello stesso secolo, si ha testimonianza di un affresco raffigurante il poeta all'interno della sua abitazione canonicale, in preghiera davanti a una raffigurazione della Madonna, poco prima della sua demolizione.
La lapide posta all'esterno della casa canonicale cita “HIC PROXIME/ FRANCISCI PETRARCHAE/ DOMVUS CANONICA FVIT/ ANTENOREI LARES MCMXXVII – ANNO V” (Qui vicino sorgeva la casa canonicale di Francesco Petrarca). In realtà, dagli studi del Mons. Bellinati, la casa non fu demolita nel Seicento per la costruzione del transetto del Duomo, perché essa era collocata a sud della Cattedrale, non a nord come si credeva.

### Francesco Petrarca a Padova

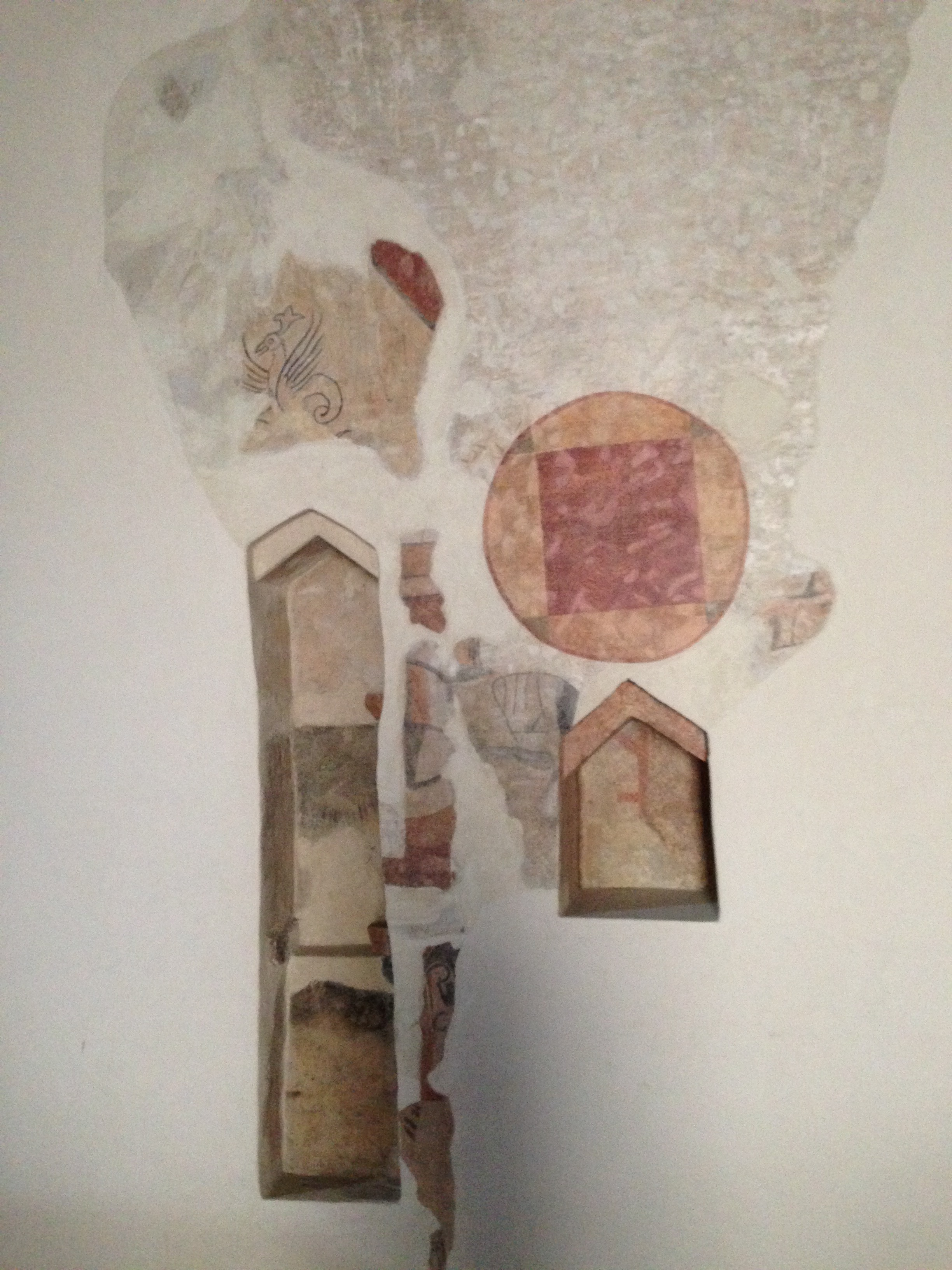
Alcune decorazioni ancora visibili nella sala principale

Padova è una città ricca di statue e affreschi dedicati all'illustre poeta Francesco Petrarca. 
- All'interno della casa canonicale del Petrarca fu trovato un frammento di affresco raffigurante un busto di uomo preso di profilo mentre sta pregando; il busto appartiene a Francesco Petrarca e dal 1816 è stato spostato al Palazzo vescovile di Padova.[8]
- Entrando dalla porta laterale, nell'atrio del duomo di Padova è visibile il cenotafio di Francesco Petrarca (Monumento al canonico Francesco Petrarca), opera ottocentesca di Rinaldo Rinaldi.[9]
- Al Palazzo Liviano dell’Università di Padova, presso la “Sala dei Giganti” era visibile un affresco ispirato all’opera De viris Illustribus di Francesco Petrarca. Di questo ciclo di affreschi oggi è ancora visibile un ritratto del poeta, seduto alla scrivania con la sua gatta.[10]
- Presso piazza Prato della Valle è possibile vedere la statua che raffigura Petrarca. La statua è la numero 35 ed è collocata lungo l'anello esterno.
- In piazza Petrarca si può notare una statua dedicata al poeta, il cui basamento cita "A Petrarca / Cinque secoli dopo la sua morte / Padova -- XVIII LUGLIO MDCCCLXXIV". La statua, del 1874, è di Luigi Ceccon.[11]
- Nel luogo in cui sorgeva la canonica del poeta, si può leggere oggi una targa in suo onore che riporta la suddetta citazione: "Hic proxime / Francisci Petrarchae / domus canonica fuit - Antenorei Lares MCMXXVII anno V" ("in queste vicinanze sorgeva la canonica di Francesco Petrarca").[12]
- Nel 1875, la casetta di origine duecentesca di Arquà in cui Petrarca visse gli ultimi anni della sua vita, fu donata al comune di Padova che la restaurò facendola diventare "casa - museo "; al suo interno, vi è una gatta imbalsamata che si pensa fosse appartenuta al poeta e un modello in gesso dello stesso per opera del già citato Luigi Ceccon.
- Francesco Petrarca lascia la città di Padova per due volte, prima di farvi ritorno: la prima volta, il poeta lascerà la città dopo il 1350 a causa del dispiacere provocato dalla perdita del suo grande amico Jacopo da Carrara, la seconda volta, dopo il 1360 per scappare dall'epidemia di peste.[13]
- Quando Petrarca giunse a Padova per la prima volta ospite di Jacopo II da Carrara, fu accolto con feste e onori e ospitato nella reggia carrarese.
- Nella casa canonicale di Padova, Petrarca scrisse alcuni tra i suoi capolavori più famosi, tra cui: i Trionfi, l'Africa e il Canzoniere.[14]

## Descrizione

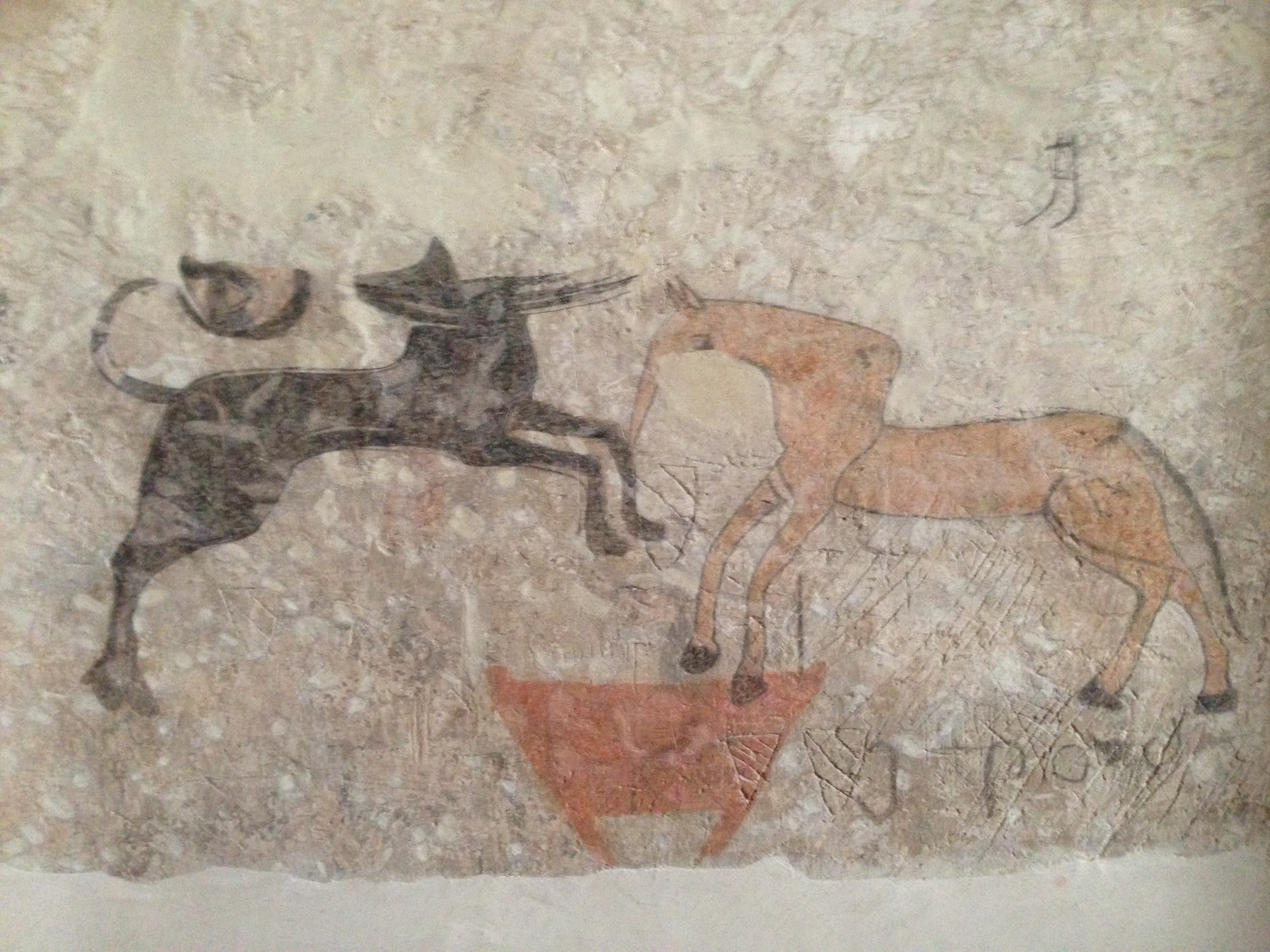
Coppia di cavalli visibili nella sala principale

La casa canonicale di Petrarca non è purtroppo resa pubblica ai visitatori ma, dall'esterno, si individua facilmente grazie a un'opera di Kenny Random, collocata sulla parete esterna della casa a fianco. La casa canonicale è di epoca medioevale, con impianto duecentesco (XII o XIII secolo) e pianta rettangolare. La casa, nonostante le ristrutturazioni, conserva in gran parte la sua originalità: tuttora decorata da affreschi, disponeva al suo interno di un orto e un pozzo d'acqua. La casa si sviluppa su due piani: il piano di sotto comprendeva due camere, una stalla, e una corte che sembrava fosse adibita per le galline; al piano di sopra, invece, si sviluppavano altre camere, tra cui lo studiolo di Petrarca che, oggi, non esiste più poiché fu demolito nel '500. All'interno di quest'ultimo fu trovato una raffigurazione del Petrarca con l'effigie e l'immagine dell Vergine, che purtroppo venne asportato insieme al resto del muro e trasferito altrove.
La casa si caratterizza per una molteplicità di stratificazioni: nove modificazioni in 8 secoli di esistenza della casa canonicale. Le prime modifiche dell’edificio risalgono al XIII secolo o inizio del XIV secolo. In adiacenza all'impianto rettangolare fu inserita l’apertura di un portone per la costruzione di un nuovo corpo di fabbrica a ovest (loggetta), poi demolito nel 1500. Nel XVI secolo fu arricchito il salone rettangolare al primo piano di affreschi, camino e bifore. Tra il 1400 e l’inizio del 1500 viene inserita la scala a pietra, vengono intonacati i prospetti esterni, fu chiuso il portone e venne costruita una piccola rimessa, di oggi sono ancora visibili le tracce. Le modificazioni più importanti risalgono a dopo il 1551, quando venne approvato il progetto di rifacimento del coro del Duomo di Padova. È in questo periodo che la casa viene significativamente danneggiata e viene abbattuta la loggetta.  Nel 1626 la casa fu divisa in due da Benedetto Selvatico mentre, durante i lavori per la costruzione della cappella del Santissimo del Duomo, la casa canonicale subì ulteriori modifiche per far posto alla strada e consentire il passaggio di due carrozze affiancate. Nel periodo compreso tra l’inizio dell’Ottocento il 1950 viene intonacata la facciata e la situazione della casa è simile a quella di oggi. All'interno della sala rettangolare sono visibili alcuni affreschi, con motivi diversi. Sulla parete nord della sala troviamo una decorazione che rappresenta un fregio con una foglia di palma alternata a uno stelo grigio. Sul livello superiore troviamo una cinta muraria con tre torri che incorniciano le finestre. Sulla parete est il motivo è lo stesso, seppur con i colori invertiti e l’aggiunta della mezza ruota. Sono visibili anche una coppia di cavalli e alcuni motivi geometrici in prossimità di alcune nicchie presenti nei muri.